# Llano Blanco Sur
Llano Blanco Sur är en ort i Mexiko.   Den ligger i kommunen Pánuco och delstaten Zacatecas, i den centrala delen av landet, 500 km nordväst om huvudstaden Mexico City. Llano Blanco Sur ligger 2 132 meter över havet och antalet invånare är 197.
Terrängen runt Llano Blanco Sur är en högslätt. Runt Llano Blanco Sur är det ganska glesbefolkat, med 25 invånare per kvadratkilometer. Närmaste större samhälle är Víctor Rosales, 10,2 km sydväst om Llano Blanco Sur. Omgivningarna runt Llano Blanco Sur är i huvudsak ett öppet busklandskap.